# Роберт Гояні
Роберт Гояні (швед. Robert Gojani, нар. 19 жовтня 1992, Калікс, Швеція) — шведський футболіст косоварського походження, центральний півзахисник клубу «Ельфсборг».

## Ігрова кар'єра

### Клубна
Свою ігрову кар'єру Роберт Гояні починав у футбольній школі клуба «Єнчепінг Седра». У червні 2011 року він дебютував у першій команді. Сезон 2015 року став для клуба переможним у Супереттан і вже в квітні 2016 року Гояні зіграв перший матч у турнірі Аллсвенскан.
Перед початком сезону 2018 року Гояні перейшов до складу клубу «Ельфсборг». А у лютому 2021  футболіст продовжив дію контракту з клубом.

### Збірна
7 січня 2018 року у товариському матчі проти команди Естонії Роберт Гояні вперше вийшов на поле у формі національної збірної Швеції.

## Досягнення
Єнчепінг Седра
- Переможець Супереттан: 2015